# STS-93
STS-93 var en flygning i det amerikanska rymdfärjeprogrammet och den tjugosjätte i ordningen för rymdfärjan Columbia. Den sköts upp från Pad 39B vid Kennedy Space Center i Florida den 23 juli 1999. Efter nästan fem dagar i omloppsbana runt jorden återinträdde rymdfärjan i jordens atmosfär och landade vid Kennedy Space Center.
Uppdraget var att placera röntgenteleskopet Chandra i omloppsbana runt jorden.
STS-93 var den första rymdfärjeflygningen med en kvinnlig befälhavare.

## Uppskjutning
Uppskjutningen var från början planerad till den 20 juli, men avbröts manuellt 7 sekunder före uppskjutning på grund av indikationer på en vätgasläcka.
Under uppskjutningen den 23 juli skadades en av rymdfärjans tre motorer. Detta ledde till att motorn förbrukade mer syre än planerat och alla tre motorerna stannade därför tidigare än planerat. Den slutliga hastigheten blev därmed 4,6 m/s lägre än avsett, men trots detta nådde rymdfärjan den avsedda omloppsbanan och fullföljde expeditionen som planerat.
Under uppskjutningen gjorde även ett elfel att delar av styrsystemen för två av färjans tre raketmotor slogs ut. Men tack vare redundanta system påverkade detta inte uppskjutningen.
Uppskjutningen blev den 21:a nattliga uppskjutningen av en rymdfärja.

## Väckningar
Under Geminiprogrammet började NASA spela musik för besättningar och sedan Apollo 15 har man varje "morgon" väckt besättningen med ett musikstycke, särskilt utvalt antingen för en enskild astronaut eller för de förhållanden som råder.
| Dag | Låt                        | Artist/Kompositör   |
| --- | -------------------------- | ------------------- |
| 2   | "Beep Beep"                | Louis Prima         |
| 3   | "Brave New Girls"          | Teresa              |
| 4   | "Someday Soon"             | Suzy Bogguss        |
| 5   | "The Sound of Silence"     | Simon and Garfunkel |
| 6   | "A Little Traveling Music" | Barry Manilow       |